# Gmina Kõrgessaare
Gmina Kõrgessaare (est. Kõrgessaare vald) – dawna gmina wiejska w Estonii, w prowincji Hiuma, znajdująca się w północno-zachodniej części prowincji. W 2013 roku została połączona wraz z gminą miejską Kärdla w nową gminę Hiuma.
W skład gminy wchodziły:
- 1 okręg miejski: Kõrgessaare
- 58 wsi: Heigi, Heiste, Heistesoo, Hirmuste, Hüti, Isabella, Jõesuu, Jõeranna, Kalana, Kaleste, Kanapeeksi, Kauste, Kidaste, Kiduspe, Kiivera, Kodeste, Koidma, Kopa, Kõpu, Kurisu, Laasi, Lauka, Lehtma, Leigri, Lilbi, Luidja, Mägipe, Malvaste, Mangu, Mardihansu, Meelste, Metsaküla, Mudaste, Napi, Nõmme, Ogandi, Ojaküla, Otste, Palli, Paope, Pihla, Poama, Puski, Reigi, Risti, Rootsi, Sigala, Sülluste, Suurepsi, Suureranna, Tahkuna, Tammistu, Tiharu, Ülendi, Vilima, Villamaa, Viita, Viitasoo